# Академија наука Албаније
Академија наука Албаније (алб. Akademia e Shkencave e Shqipërisë) је најзначајнија научна институција у Албанији. Осамдесетих година прошлог века, неколико истраживачких института које је почело на Универзитету у Тирани прешло је у надлежност Академије. Чине је најугледнији научници, који се називају и „академици”, који су укључени у истраживачке центре и друге организације унутар и ван Албаније. Од 2009. године имала је 23 редовна члана, 10 придружених чланова, једног сталног члана, као и 26 почасних чланова.
Била је међу неколико десетина светских научних академија које су својим потписом подржале Изјаву самита произашле из Самита становништва у Њу Делхију 1994. године.